# THE VOCALOID produced by Yamaha
『THE VOCALOID produced by Yamaha』（ザ・ボーカロイド・プロデュース・バイ・ヤマハ）は、2011年9月14日にVOCALOID RECORDSより発売された、ヤマハの音声合成技術、VOCALOIDをボーカルに用いた曲を集めたコンピレーション・アルバムである。

## 解説
ヤマハミュージックコミュニケーションズの設立した新レーベル「VOCALOID RECORDS」の第一作として発売された。
当時発売されていた日本語用のVOCALOID製品それぞれの有名楽曲と、メジャーアップデート版の新エンジン「VOCALOID3」対応の製品として発売が予定されていたMewを用いた楽曲が収録されている。一部の収録曲には、産業技術総合研究所が開発した、人の歌声など入力に用いてVOCALOIDで歌声を調整するためのパラメータを自動で設定できる技術「VocaListener」が使用されている。
付属のブックレットには公式設定資料集、VOCALOIDの音声提供者や作詞作曲者といった関係者のメッセージ等が収録されている。

## 収録曲
1. Nostalogic (THE VOCALOID edit)
  - 作詞：yuukiss/rose　作曲・編曲：yuukiss
  - 唄：MEIKO
2. 千年の独奏歌 (d.g.mix)
  - 作詞・作曲・編曲：yanagi
  - 唄：KAITO
    - VocaListenerを使用
3. みくみくにしてあげる♪【してやんよ】
  - 作詞・作曲・編曲：ika（ika_mo）
  - 唄：初音ミク
    - VocaListenerを使用
4. ココロ
  - 作詞・作曲・編曲：トラボルタ
  - 唄：鏡音リン
    - VocaListenerを使用
5. 悪ノ召使
  - 作詞・作曲・編曲：mothy
  - 唄：鏡音レン
6. ダンシング☆サムライ
  - 作詞・作曲・編曲：mathru（かにみそP）
  - 唄：がくっぽいど(神威がくぽ)
7. Just Be Friends
  - 作詞・作曲・編曲：Dexie Flatline[1]
  - 唄：巡音ルカ
    - VocaListenerを使用
8. モザイクロール
  - 作詞・作曲・編曲：DECO*27
  - 唄：Megpoid(GUMI)
9. 風のただいま
  - 作詞・作曲・編曲：つやつやP
  - 唄：歌愛ユキ
10. Guilty Verse
  - 作詞・作曲・編曲：虹原ぺぺろん
  - 唄：氷山キヨテル
11. サテライト
  - 作詞・作曲・編曲：虹原ぺぺろん
  - 唄：SF-A2 開発コード miki
    - VocaListenerを使用
12. リリリリ★バーニングナイト
  - 作詞・作曲・編曲：samfree
  - 唄：Lily
    - VocaListenerを使用
13. 月翅
  - 作詞・作曲・編曲：Sei-Peridot(SeikoP)
  - 唄：VY1
14. GAJAPINAX
  - 作詞・作曲：renton ujigawa　編曲：butabana hakase
  - 唄：ガチャッポイド(リュウト)
15. 扉の向こう
  - 作詞・作曲・編曲：hinayukki＠仕事してP
  - 唄：猫村いろは
16. 言葉メテオ
  - 作詞・作曲・編曲：HYBRID SENSE
  - 唄：歌手音ピコ
17. 硝子ノ華
  - 作詞・作曲・編曲：マチゲリータ
  - 唄：VY2
18. Line
  - 作詞・作曲・編曲：ゆよゆっぺ
  - 唄：Mew